# Abdij van Lambach

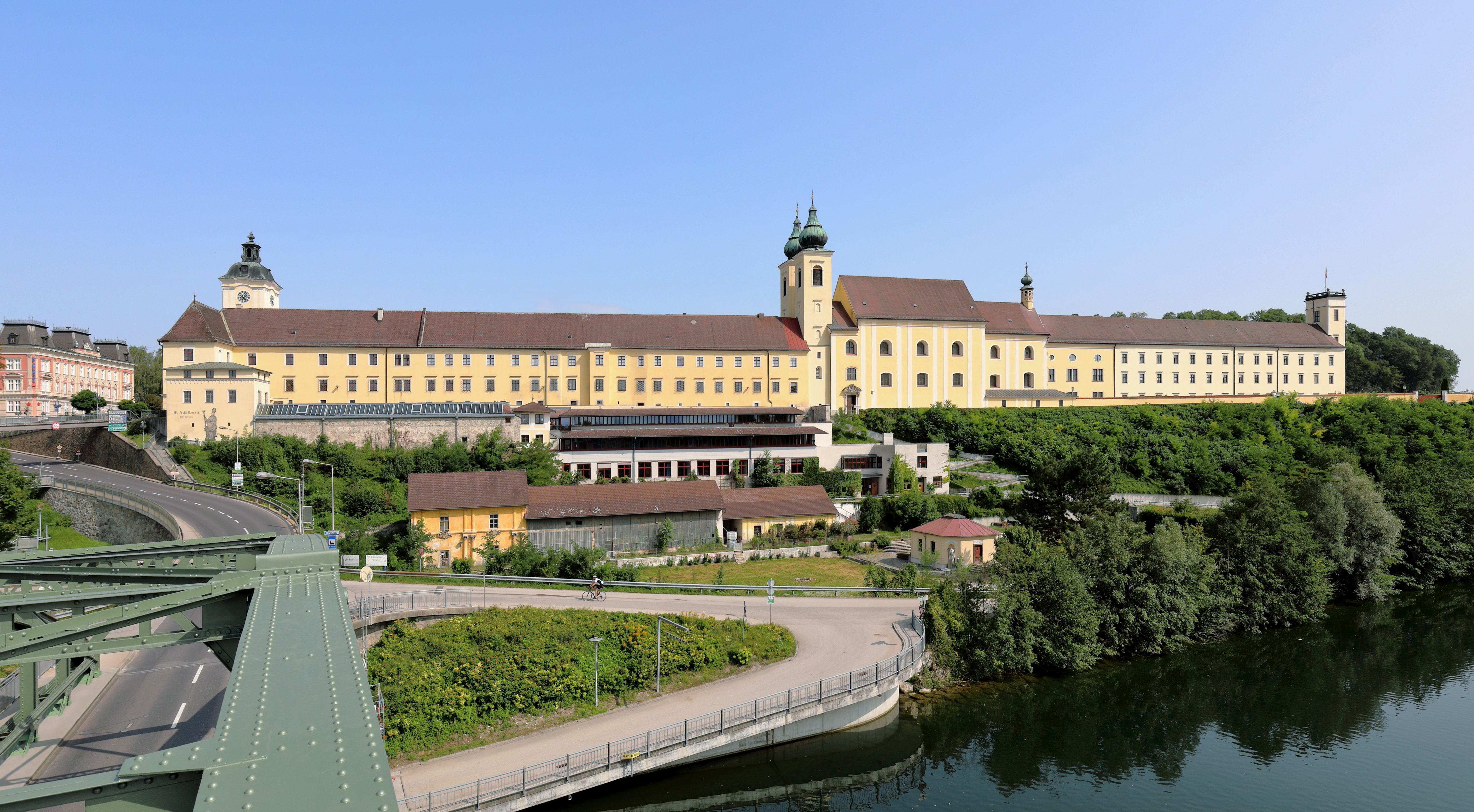
Abdij van Lambach

De Abdij van Lambach (Stift Lambach) is een Oostenrijkse benedictijnerabdij in het bisdom Linz. In 2008 werd Maximilian Neulinger gekozen tot de 59e abt is.
De abdij werd gesticht door Arnold II van Lambach-Wels. Beroemd zijn de romaanse fresco's. De 17e -eeuwse componist Romanus Weichlein was lid van deze abdij en werkte als priester in diverse kerken en kloosters.